# Kanton Joinville
Der Kanton Joinville ist seit 1790 ein französischer Wahlkreis im Arrondissement Saint-Dizier, im Département Haute-Marne und in der Region Grand Est; sein Hauptort ist Joinville.

## Gemeinden
Der Kanton besteht aus 38 Gemeinden mit insgesamt 10.270 Einwohnern (Stand: 1. Januar 2022) auf einer Gesamtfläche von 442,36 km²:
| Gemeinde                   | Einwohner 1. Januar 2022 | Fläche km² | Dichte Einw./km² | Code INSEE | Postleitzahl |
| -------------------------- | ------------------------ | ---------- | ---------------- | ---------- | ------------ |
| Ambonville                 | 85                       | 14,47      | 6                | 52007      | 52110        |
| Arnancourt                 | 82                       | 9,31       | 9                | 52019      | 52110        |
| Autigny-le-Grand           | 130                      | 3,59       | 36               | 52029      | 52300        |
| Autigny-le-Petit           | 55                       | 2,53       | 22               | 52030      | 52300        |
| Baudrecourt                | 85                       | 8,78       | 10               | 52039      | 52110        |
| Beurville                  | 102                      | 22,92      | 4                | 52047      | 52110        |
| Blécourt                   | 115                      | 7,25       | 16               | 52055      | 52300        |
| Blumeray                   | 100                      | 14,68      | 7                | 52057      | 52110        |
| Bouzancourt                | 71                       | 11,75      | 6                | 52065      | 52110        |
| Brachay                    | 62                       | 7,40       | 8                | 52066      | 52110        |
| Charmes-en-l’Angle         | 6                        | 7,36       | 1                | 52109      | 52110        |
| Charmes-la-Grande          | 160                      | 11,43      | 14               | 52110      | 52110        |
| Chatonrupt-Sommermont      | 266                      | 16,66      | 16               | 52118      | 55300        |
| Cirey-sur-Blaise           | 109                      | 16,44      | 7                | 52129      | 52110        |
| Courcelles-sur-Blaise      | 87                       | 5,67       | 15               | 52149      | 52110        |
| Dommartin-le-Saint-Père    | 273                      | 14,88      | 18               | 52172      | 52110        |
| Donjeux                    | 381                      | 12,84      | 30               | 52175      | 52300        |
| Doulevant-le-Château       | 367                      | 22,14      | 17               | 52178      | 52110        |
| Ferrière-et-Lafolie        | 51                       | 7,93       | 6                | 52199      | 52300        |
| Flammerécourt              | 71                       | 10,52      | 7                | 52201      | 52110        |
| Fronville                  | 300                      | 11,08      | 27               | 52212      | 52300        |
| Gudmont-Villiers           | 279                      | 16,77      | 17               | 52230      | 52320        |
| Guindrecourt-aux-Ormes     | 94                       | 9,07       | 10               | 52231      | 52300        |
| Joinville                  | 2.944                    | 18,94      | 155              | 52250      | 52300        |
| Leschères-sur-le-Blaiseron | 88                       | 14,93      | 6                | 52284      | 52110        |
| Mathons                    | 69                       | 13,40      | 5                | 52316      | 52300        |
| Mertrud                    | 182                      | 12,06      | 15               | 52321      | 52110        |
| Mussey-sur-Marne           | 368                      | 9,92       | 37               | 52346      | 52300        |
| Nomécourt                  | 112                      | 10,77      | 10               | 52356      | 52300        |
| Nully                      | 143                      | 17,81      | 8                | 52359      | 52110        |
| Rouvroy-sur-Marne          | 368                      | 8,41       | 44               | 52440      | 52300        |
| Rupt                       | 351                      | 6,53       | 54               | 52442      | 52300        |
| Saint-Urbain-Maconcourt    | 605                      | 25,85      | 23               | 52456      | 52300        |
| Suzannecourt               | 361                      | 4,60       | 78               | 52484      | 52300        |
| Thonnance-lès-Joinville    | 703                      | 11,33      | 62               | 52490      | 52300        |
| Trémilly                   | 83                       | 10,72      | 8                | 52495      | 52110        |
| Vaux-sur-Saint-Urbain      | 56                       | 6,40       | 9                | 52511      | 52300        |
| Vecqueville                | 506                      | 5,22       | 97               | 52512      | 52300        |
| Kanton Joinville           | 10.270                   | 442,36     | 23               | 5209       | –            |

Bis zur landesweiten Neuordnung der französischen Kantone im März 2015 gehörten zum Kanton Joinville die 15 Gemeinden Autigny-le-Grand, Autigny-le-Petit, Blécourt, Chatonrupt-Sommermont, Curel, Ferrière-et-Lafolie, Fronville, Guindrecourt-aux-Ormes, Joinville, Mathons, Nomécourt, Rupt, Suzannecourt, Thonnance-lès-Joinville und Vecqueville. Sein Zuschnitt entsprach einer Fläche von 136,53 km2. Er besaß vor 2015 einen anderen INSEE-Code als heute, nämlich 5213.